# Удача (фільм)
«Удача» (груз. «წარმატება») — радянський короткометражний комедійний фільм, поставлений Баадуром Цуладзе за сценарієм Резо Габріадзе на студії «Грузія-фільм» в 1980 році. Дев'ята і заключна новела з циклу про веселі пригоди трьох дорожніх майстрів.

## Сюжет
Баадуру в руки випадково потрапляє лотерейний білет, за яким можна виграти престижний автомобіль — білу «Волгу» ГАЗ-24. Він тікає в місто і повертається вже на новій машині, але лається зі своїми друзями — Беріком і Кахі, злякавшись, що ті забруднять йому салон. Баадур продовжує пишатися своєю машиною, буквально здуваючи з неї пилинки, але йому не дає спокою сварка з друзями, через що він не може розділити з ними свою радість. Зрештою, він не тільки мириться з Беріком і Кахі, але й самовіддано перетворює свою «Волгу» в машину для нанесення дорожньої розмітки замість зламаного трактора.

## У ролях
- Кахі Кавсадзе — Кахі
- Баадур Цуладзе — Баадур
- Гіві Берікашвілі — Берік

## Знімальна група
- Режисер — Баадур Цуладзе
- Сценарист — Реваз Габріадзе
- Оператор — Олександр Суламанідзе
- Композитор — Михайло Одзнелі
- Художник — Борис Цхакая